# Neu Beginnen
El Neu Beginnen (traducible al español como "Nuevo comienzo") fue un grupo de oposición dentro del Partido Socialdemócrata Alemán (SPD), que existió durante el período nazi y que estaba fuertemente influenciado por las ideas de Lenin y de su obra ¿Qué hacer?.

## Historia
Fue creado en 1929. Después de la toma del poder por los nazis en 1933, los miembros de este pequeño grupo debatieron sobre cómo debía ser el futuro de Alemania tras el derrocamiento del movimiento nacionalsocialista. Neu beginnen favoreció un gobierno de coalición de izquierdas formado por socialdemócratas, socialistas y comunistas. Los líderes del grupo vieron en la desunión entre la izquierda una de las razones clave por las que el Partido nazi llegó al poder. El grupo produjo folletos ilegales en los que abogaba por estas ideas, pero no pudo ganar partidarios comunistas y socialdemócratas a favor de una amplia coalición de izquierda. Como consecuencia de ello, sus poco organizados seguidores se alejaron del grupo en 1935 y 1936.